# Якуба Антон Гурович
Антон Гурович Якуба (* 10 грудня 1907 — 10 травня 1985) — Герой Радянського Союзу (1945).

## Життєпис
Народився 10 грудня 1907 року в селі Мала Білозерка (нині Василівський район Запорізької області України) у селянській родині. Українець. Закінчив початкову освіту. Працював у колгоспі.
На фронтах німецько-радянської війни з листопада 1943 року. Стрілець 610-го стрілецького полку (203-я стрілецька дивізія, 53-ї армії 2-й Український фронт) рядовий А. Г. Якуба уночі 7 листопада 1944 року у складі роти переправився через річку Тиса в районі населеного пункту Шаруд (Угорщина). А.Якубов першим увірвався в траншею ворога, захопив кулемет і відкрив вогонь. Коли у бою вибув зі строю командир роти, прийняв командування на себе і упродовж 4 годин утримував зайнятий рубіж.
24 березня 1945 року Антону Гуровичу Якубі присвоєно звання Герой Радянського Союзу.
У 1945 році демобілізований. Повернувся на батьківщину. Працював бригадиром у колгоспі. Помер 10 травня 1985 року.

## Джерело
- Герои Советского Союза: Краткий биографический словарь / Пред. ред. коллегии И. Н. Шкадов. — М. : Воениздат, 1988. — Т. 2. — 863 с. с. — 100 000 прим. — ISBN 5-203-00536-2. (рос.)
- Інформація про нагороди А. Г. Якуби на сайті «Подвиг народа» [Архівовано 4 жовтня 2018 у Wayback Machine.] (рос.)